# 2010.
◄ | 20. stoljeće | 21. stoljeće | 22. stoljeće | ►
◄ | 1980-ih | 1990-ih | 2000-ih | 2010-ih | 2020-ih | 2030-ih | 2040-ih | ►
◄◄ | ◄ | 2007. | 2008. | 2009. | 2010. | 2011. | 2012. | 2013. | ► | ►►
Arhitektura • Astronautika • Astronomija • Biologija • Film • Fotografija • Glazba • Kazalište • Kemija • Kiparstvo • Knjige • Književnost • Kršćanstvo • Meteorologija • Medicina • Planinarstvo • Politika • Pravo • Promet • Slikarstvo • Strip • Šport • Televizija • Znanost • Zrakoplovstvo • Željeznički promet
2010. godina po gregorijanskom kalendaru započela je u petak; nije prijestupna; 10. je godina 3. tisućljeća te 21. stoljeća, te prva godina 2010-ih.
Ujedinjeni narodi su odredili 2010. godinu kao Međunarodnu godinu biološke različitosti.

## Događaji

### Siječanj
- 1. siječnja – Španjolska je od Švedske preuzela šestomjesečno predsjedanje Europskom unijom.
- 1. siječnja – Bosna i Hercegovina postala nestalna članica Vijeća sigurnosti UN-a.
- 1. siječnja – U sjeverozapadnom Pakistanu je došlo do samoubilačkog bombardiranja na odbojkaškoj utakmici, prilikom čega je ubijeno 95, te ranjeno preko 100 ljudi.
- 1. siječnja – U danskom gradu Århusu je 28-godišnji somalijac upao naoružan sa sjekirom i nožem u kuću Kurta Westergaarda s namjerom da ga ubije, nakon čega ga je danska policija ranila pucavši u njega.
- 4. siječnja – Bivši predsjednik Vlade Republike Hrvatske i predsjednik HDZ-a Ivo Sanader isključen iz članstva HDZ-a.
- 4. siječnja – Burj Khalifa, najviša ljudska građevina svih vremena, potpuno izgrađena
- 10. siječnja – Ivo Josipović izabran za trećeg hrvatskog predsjednika.
- 12. siječnja – Potres na Haitiju.
- 29. siječnja – Hrvatsko muzejsko društvo je u suradnji s preko 90 hrvatskih muzeja, galerija i srodnih kulturnih institucija u 35 gradova diljem Hrvatske organiziralo "Noć muzeja".
- 28. – 31. siječnja – U Križevcima su održani 2. Dani hrvatskih svetaca i blaženika.

### Veljača
- 12. veljače – U kanadskom Vancouveru započele XXI. Zimske olimpijske igre.

### Ožujak
- 15. ožujka – Papa Benedikt XVI. imenovao Želimira Puljića 69-im zadarskim nadbiskupom
- 18. ožujka – U Zagrebu počela dvodnevna konferencija "Web::Strategija 7 – Dobri developerski duh" s edukativnim predavanjima na temu izrade web stranica i web aplikacija.
- 20. ožujka – U Bjelovaru je ispred katedrale sv. Terezije Avilske održano euharistijsko slavlje povodom uspostave Bjelovarsko-križevačke biskupije i ređenja prvog biskupa te biskupije monsinjora Vjekoslava Huzjaka.
- 22. ožujka – Hrvatski tenisač Ivan Ljubičić osvojio je ATP turnir Masters serije pobijedivši u finalu američkog tenisača, Andyja Roddicka.

### Travanj
- 10. travnja- U tragičnoj zrakoplovnoj nesreći u Smolensku poginulo 96 ljudi, među kojima i poljski predsjednik Lech Kaczyński i cijeli poljski vojni vrh.
- 14. travnja- Erupcija vulkana Eyjafjallajökull na Islandu zatvorila zračni promet diljem Europe na skoro dva tjedna zbog debele vulkanske prašine.
- 19. travnja – Vlada predstavila program gospodarskog oporavka.
- 20. travnja – Eksplozija naftne platforme Deepwater Horizon uzrokovala višemjesečni izljev nafte u Meksičkom zaljevu 2010.

### Svibanj
- 11. svibnja – David Cameron postaje novi premijer Ujednijenog Kraljevstva.
- 31. svibnja – Dogodio se izraelski napad na humanitarni konvoj na putu prema Pojasu Gaze.

### Lipanj
- 2. lipnja – Japanksi premijer Yukio Hatoyama podnio ostavku-četvrta ostvka premijera u četiri godine.
- 11. lipnja – U Južnoafričkoj Republici svečano otvoreno 19. Svjetsko prvenstvo u nogometu
- 30. lipnja – Počelo obilježavanje jubilarnog 50. Splitskog festivala

### Srpanj
- 10. srpnja – Održani veliki prosvjedi u Kataloniji protiv ograničenja autonomije Katalonije koje je nametnula središnja španjolska Vlada.
- 11. srpnja – Pobjedom nad Nizozemskom od 1:0 Španjolska je osvojila 19. svjetsko prvenstvo u nogometu.
- 18. do 23. srpnja – u Zadru održane 2. Hrvatske svjetske igre
- 30. srpnja – Hrvatska,Srbija i Slovenija potpisale Deklaraciju o osnivanju zajedničkog željezničkog poduzeća.

### Kolovoz
- 1. kolovoza – Blanka Vlašić osvojila europsko zlato u Barceloni.
- 1. kolovoza – Objavljeno otkriće podmorske rijeke u Crnom moru.
- 16. kolovoza – Kina je postala druga ekonomija po veličini na svijetu.

### Rujan
- 7. rujna – Napad pripadnika Boko Harama na zatvor u Bauchiju u saveznoj državi Borno na sjeveru Nigerije.[1][2] (Vidi: Napad na zatvor u Bauchiju 2010.)
- 11. rujna – Hrvatska vaterpolska reprezentacija, pobjedom nad talijanskom vaterpolskom reprezentacijom 7:3, postala europski prvak.[3]
- 18. rujna – Zbog izlijevanja Save nastaju poplave u Hrvatskoj i Sloveniji.[4]
- 23. rujna – Dva hrvatska aviona MIG-21 srušila se pokraj Slunja, pri čemu je jedan osoba ostala ozljeđena.[5]

### Listopad
- 13. listopada – Nakon 69 dana provedeni na dubini od 700 metara,33 čileanska rudara su izvučena.
- 15. listopada –  Bivši potpredsjednik vlade Damir Polančec osuđen na godinu dana i tri mjeseca zatvora zbog lažne studije.

### Studeni
- 4. studenoga – Srbijanski predsjednik Boris Tadić je prvi predsjednik republike Srbije koji je ikada posjetio Vukovar poslije 1990.godine i prvi koji se ispričao obiteljima vukovarskih žrtava iz Bitke za Vukovar 1991.

### Prosinac
- 2. prosinca – Rusija i Katar izabrani za mjesto održavanja Svjetskog nogometnog prvenstva 2018.
- 6. prosinca – Bivši ministar obrane Berislav Rončević nepravomoćno osuđen na četiri godine zatvora zbog afere Kamioni.
- 9. prosinca – Ivo Sanader napustio je Hrvatsku nedugo nakon što je DORH od Sabora zatražio skidanje imuniteta.Uhićen je sljedećeg dana u Austriji i priveden u Zemaljski sud u Salzburgu.
- 27. prosinca – Premijerka Jadranka Kosor smijenila ministra financija Ivana Šukera, kulture Božu Biškupića, obrane Branka Vukelića te ministricu zaštite okoliša, prostornog uređenja i graditeljstva Marinu Matulović-Dropulić. Zamijenili su ih Martina Dalić,Jasen Mesić, Davor Božinović i Branko Bačić, u vladu ulazi i Domagoj Ivan Milošević kao potpredsjednik vlade za investicije,a potpredsjednicima vlade postaju i Petar Čobanković i Gordan Jandroković.

## 2010. u sportu
- 19. – 31. siječnja – Europsko prvenstvo u rukometu – Austrija 2010.
- 12. – 28. veljače – XXI. Zimske olimpijske igre – Vancouver 2010.
- 14. ožujka – Započinje 61. sezona u Formuli 1.
- 11. lipnja – 11. srpnja – Svjetsko prvenstvo u nogometu – Južna Afrika 2010.
- 27. srpnja – 1. kolovoza – Europsko prvenstvo u atletici – Barcelona 2010.
- 28. kolovoza – 12. rujna – Svjetsko prvenstvo u košarci – Turska 2010.
- 29. kolovoza – 11. rujna – Vaterpolsko EP 2010. u Zagrebu.

## Smrti

### Siječanj
- 9. siječnja – Jerko Bezić, hrvatski etnomuzikolog i akademik (* 1929.)
- 11. siječnja – Miep Gies, nizozemska humanitarka (* 1909.)
- 11. siječnja – Éric Rohmer, francuski filmski režiser (* 1920.)
- 12. siječnja – Vanda Skuratovič, bjeloruska aktivistica (* 1925.)
- 13. siječnja – Teddy Pendergrass, američki R&B i soul pjevač (* 1950.)
- 13. siječnja – Neda Andrić, hrvatska ekonomistica, riječka gradonačelnica (* 1927.)
- 14. siječnja – Ante Babaja, hrvatski redatelj i scenarist (* 1927.)
- 17. siječnja – Erich Segal, američki autor (* 1937.)
- 18. siječnja – Kate McGarrigle, kanadska folk pjevačica (* 1946.)
- 22. siječnja – Jean Simmons, britanska filmska glumica (* 1929.)
- 23. siječnja – Oleg Velyky, njemački rukometaš (* 1977.)
- 23. siječnja – Gerhard Ledić, hrvatski novinar, voditelj i scenarist (* 1926.)
- 25. siječnja – Ivan Prenđa, zadarski nadbiskup (* 1939.)
- 27. siječnja – Zelda Rubinstein, američka filmska i TV glumica (* 1933.)
- 27. siječnja – Jerome David Salinger, američki romanopisac i pripovjedač (* 1919.)

### Veljača
- 2. veljače – Svetozar Kurepa, hrvatski matematičar (* 1929.)
- 8. veljače – Eliza Dobrić, hrvatska kazališna glumica (* 1921.)
- 11. veljače – Alexander McQueen, britanski modni dizajner (* 1969.)
- 12. veljače – Nodar Kumaritašvili, gruzijski sanjkaš, poginuo na ZOI (* 1988.)
- 17. veljače – Kathryn Grayson, američka glumica i pjevačica (* 1922.)
- 18. veljače – Mladen Veža, hrvatski akademski slikar (* 1916.)
- 20. veljače – Ana Krasojević, srpska glumica (* 1928.)
- 21. veljače – Neva Kežić, hrvatska književnica (* 1948.)

### Ožujak
- 3. ožujka – Momo Kapor, srpski književnik, slikar i novinar (* 1937.)
- 4. ožujka – Drago Meštrović, hrvatski glumac (* 1943.)
- 5. ožujka – Herta Haas, slovenska ekonomistica (* 1914.)
- 9. ožujka – Teresa Gutiérrez, kolumbijska glumica (* 1928.)
- 10. ožujka – Corey Haim, kanadski glumac (* 1971.)
- 12. ožujka – Dušanka Kalanj, hrvatsko-srpska TV voditeljica, spikerica i glumica (* 1934.)
- 13. ožujka – Ljubomir Kapor, hrvatski glumac (* 1932.)
- 14. ožujka – Peter Graves, američki glumac (* 1926.)
- 16. ožujka – Ksenija Pajčin, srpska pjevačica (* 1977.)
- 21. ožujka – Sanja Marđetko Kurečić, hrvatska novinarka i TV voditeljica (* 1959.)
- 22. ožujka – Stjepan Radić, hrvatski pijanist i političar (* 1928.)
- 22. ožujka – Tomo Vrban, hrvatski vizažist (* 1977.)
- 24. ožujka – Robert Culp, američki glumac i režiser (* 1930.)
- 28. ožujka – Aleksandar Srnec, hrvatski slikar, dizajner i autor animiranih filmova (* 1924.)
- 28. ožujka – June Havoc, kanadsko-američka glumica (* 1912.)
- 29. ožujka – Izabela Šimunović, hrvatska slikarica (* 1970.)

### Travanj
- 1. travnja – John Forsythe, američki glumac (* 1918.)
- 2. travnja – Mato Došen, hrvatski glazbeni producent i aranžer (* 1953.)
- 6. travnja – Corin Redgrave, britanski glumac (* 1939.)
- 8. travnja – Malcolm McLaren, britanski glazbenik (* 1946.)
- 10. travnja – Lech Kaczyński, poljski političar i predsjednik Poljske od 2005. – 2010. (* 1949.)
- 10. travnja – Maria Kaczyńska, poljska Prva dama, supruga predsjednika Lecha Kaczyńskog (* 1943.)
- 10. travnja – Dixie Carter, američka glumica (* 1939.)
- 14. travnja – Peter Steele, američki glazbenik (* 1962.)
- 15. travnja – Branimir Donat, hrvatski književni kritičar, esejist, publicist, prevoditelj i nakladnik (* 1934.)
- 16. travnja – Rasim Delić, bosanskohercegovački general Armije Republike Bosne i Hercegovine (* 1949.)
- 19. travnja – Guru, američki rapper (* 1966.)
- 21. travnja – Juan Antonio Samaranch, španjolski športski djelatnik, nekadašnji predsjednik Međunarodnog olimpijskog odbora (* 1920.)
- 21. travnja – Božena Ruk-Fočić, hrvatska operna soprano pjevačica (* 1931.)
- 26. travnja – Ljiljana Petrović-Buttler, pjevačica (* 1939.)
- 26. travnja – Žarko Susić, hrvatski sportski novinar i atletski trener (* 1915.)

### Svibanj
- 1. svibnja – Helen Wagner, američka glumica (* 1918.)
- 2. svibnja – Lynn Redgrave, engleska glumica (* 1943.)
- 5. svibnja – Giulietta Simionato, talijanska operna pjevačica (* 1910.)
- 5. svibnja – Zvonimir Levačić – Ševa, hrvatski zabavljač i komičar (* 1943.)
- 5. svibnja – Umaru Yar'Adua,predsjednik Nigerije (* 1951.)
- 6. svibnja – Iva Bagić, hrvatska TV voditeljica (* 1984.)
- 9. svibnja – Lena Horne, američka pjevačica, glumica i plesačica (* 1917.)
- 10. svibnja – Frank Frazetta, američki ilustrator (* 1928.)
- 10. svibnja – Davor Borčić, hrvatski glumac (* 1940.)
- 16. svibnja – Oswaldo López Arellano, honduraški general, političar i predsjednik (* 1921.)
- 16. svibnja - Ronnie James Dio, talijansko-američki heavy metal-pjevač i tekstopisac (* 1942.)
- 17. svibnja – Lujo Margetić, hrvatski povjesničar i akademik (* 1920.)
- 17. svibnja – Zdravko Juričić – Vido, hrvatski glazbenik i glazbeni menadžer (* 1932.)
- 24. svibnja – Barbara New, engleska glumica (* 1923.)
- 26. svibnja – Sergej Forenbacher, hrvatski veterinar, akademik (* 1921.)
- 28. svibnja – Gary Coleman, američki glumac (* 1968.)
- 29. svibnja – Dennis Hopper, američki glumac (* 1936.)

### Lipanj
- 2. lipnja – Joško Martinović, hrvatski novinar i TV voditelj (* 1963.)
- 2. lipnja – Giuseppe Taddei, talijanski bariton (* 1916.)
- 3. lipnja – Rue McClanahan, američka glumica (* 1934.)
- 3. lipnja – Vladimir Arnold, ruski matematičar (* 1937.)
- 9. lipnja – Marina Semyonova, ruska balerina (* 1908.)
- 15. lipnja – Bekim Fehmiu, srpski glumac (* 1936.)
- 18. lipnja – José Saramago,portugalski književnik (* 1922.)
- 26. lipnja – Tomislav Gotovac, hrvatski filmski redatelj, glumac, performer, multimedijalni i konceptualni umjetnik (* 1937.)
- 29. lipnja – Nikša Matičević, hrvatski klapski pjevač (* 1954.)

### Srpanj
- 1. srpnja – Jasenka Kodrnja, hrvatska književnica i sociologinja (* 1946.)
- 10. srpnja – Hrvoje Kelčec, hrvatski novinar (* 1963.)
- 10. srpnja – Božidar Orešković, hrvatski glumac (* 1942.)
- 13. srpnja – Ivan Jagodić, srpski glumac (* 1936.)
- 14. srpnja – Ante Grgantov, hrvatski pjevač, član grupe "Berekini" (* 1960.)
- 24. srpnja – Mia Oremović, hrvatska glumica (* 1918.)

### Kolovoz
- 3. kolovoza – Nuša Marović, hrvatska manekenka (* 1939.)
- 5. kolovoza – Slavica Maras-Mikulandra, hrvatska glumica i pjesnikinja (* 1933.)
- 7. kolovoza – Bruno Cremer, francuski glumac (* 1929.)
- 8. kolovoza – Patricia Neal, američka glumica (* 1926.)
- 9. kolovoza – Dragica Martinis, hrvatska sopranistica (* 1922.)
- 9. kolovoza – Ted Stevens, američki političar (* 1923.)
- 12. kolovoza – Velimir Kljaić, hrvatski rukometni trener (* 1946.)
- 14. kolovoza – Abbey Lincoln, američka glumica i pjevačica (* 1930.)
- 17. kolovoza – Francesco Cossiga, talijanski političar i bivši predsjednik Italije (* 1928.)
- 22. kolovoza – Stjepan Bobek, hrvatski nogometaš (* 1923.)
- 22. kolovoza – Michel Montignac, francuski nutricionist, izumitelj Montignacove dijete (* 1944.)
- 22. kolovoza – Vladimir Devidé, hrvatski matematičar (* 1925.)
- 26. kolovoza – Hrvoje Matković, hrvatski povjesničar (* 1923.)
- 29. kolovoza – Marko Brešković, hrvatski glazbenik, jedan od osnivača Dubrovačkih trubadura (* 1942.)

### Rujan
- 3. rujna – Miroslav Bijelić, srpski glumac (* 1937.)
- 5. rujna – Shoya Tomizawa, japanski motociklist (* 1990.)
- 7. rujna – Glenn Shadix, američki glumac (* 1952.)
- 8. rujna – Rich Cronin, američki pjevač i tekstopisac (* 1974.)
- 9. rujna – Marin Šuica,hrvatski tenisač (* 1995.)
- 10. rujna – Rade Marković, srpski glumac (* 1921.)
- 11. rujna – Kevin McCarthy, američki glumac (* 1914.)
- 12. rujna – Claude Chabrol, francuski filmski redatelj (* 1930.)
- 16. rujna – Vanča Kljaković, hrvatski redatelj i dramski pisac (* 1930.)
- 20. rujna – Eugen Pusić, hrvatski akademik (* 1916.)
- 22. rujna – Jackie Burroughs, englesko-kanadska glumica (* 1939.)
- 22. rujna – Eddie Fisher, američki zabavljač i pjevač (* 1928.)
- 26. rujna – Marija Doričić Grozdanić, hrvatska radijska voditeljica (* 1928.)
- 26. rujna – Gloria Stuart, američka glumica (* 1910.)
- 28. rujna – Romina Yan, argentinska glumica (* 1974.)
- 28. rujna – Arthur Penn, američki filmski redatelj (* 1922.)
- 28. rujna – Dragutin Herenda, hrvatski novinar i pjesnik (* 1948.)
- 29. rujna – Tony Curtis, američki glumac (* 1925.)
- 29. rujna – Greg Giraldo, američki stand-up komičar i glumac (* 1965.)
- 29. rujna – Joe Mantell, američki glumac (* 1915.)
- 30. rujna – Stephen J. Cannell, američki pisac i televizijski producent (* 1941.)

### Listopad
- 2. listopada – Brenda Cowling, engleska glumica (* 1925.)
- 4. listopada – Slavko Balog, hrvatski humorist, glumac, sportski djelatnik, pedagog (* 1929.)
- 7. listopada – Milka Planinc, hrvatska političarka (* 1924.)
- 8. listopada – Albertina Walker, američka gospel pjevačica (* 1929.)
- 10. listopada – Joan Sutherland, australska sopranistica (* 1926.)
- 10. listopada – Solomon Burke, američki R&B pjevač i tekstopisac (* 1940.)
- 12. listopada – Ratko Petrić, hrvatski kipar (* 1941.)
- 14. listopada – Benoît Mandelbrot, francusko-američki matematičar (* 1924.)
- 15. listopada – Mildred Fay Jefferson, američka kirurginja i biologinja (* 1927.)
- 16. listopada – Barbara Billingsley, američka glumica (* 1915.)
- 18. listopada – Josip Vončina, hrvatski jezikoslovac, književni povjesničar, akademik (* 1932.)
- 18. listopada – Nebojša Veljović, bosanski glumac (* 1952.)
- 19. listopada – Tom Bosley, američki glumac (* 1927.)
- 20. listopada – Bob Guccione, američki publicist, osnivač magazina Penthouse (* 1930.)
- 23. listopada – Fran Crippen, američki plivač (* 1984.)
- 25. listopada – Vesna Parun, hrvatska pjesnikinja (* 1922.)
- 25. listopada – Zdravko Švegar, hrvatski novinar (* 1938.)
- 25. listopada – Aleksandar Flaker, hrvatski književni teoretičar i esejist poljskoga podrijetla (* 1924.)
- 27. listopada – Néstor Kirchner, bivši argentinski predsjednik (* 1950.)
- 27. listopada – Denise Borino, američka televizijska glumica (* 1964.)
- 28. listopada – James MacArthur, američki glumac (* 1937.)
- 28. listopada – Julije Njikoš, hrvatski skladatelj, melograf i glazbeni organizator (* 1924.)

### Studeni
- 2. studenog – Rudolf Barshai, ruski dirigent i violončelist (* 1924.)
- 5. studenog – Jill Clayburgh, američka glumica (* 1944.)
- 5. studenog – Michelle Nicastro, američka glumica i pjevačica (* 1960.)
- 10. studenog – Vesna Sulejmanpašić, hrvatska montažerka (* 1932.)
- 11. studenog – Dino De Laurentiis, talijanski filmski producent (* 1919.)
- 13. studenog – Luis García Berlanga, španjolski filmski redatelj (* 1921.)
- 18. studenoga – Ivana Batušić, hrvatska romanistica, sveuč. profesorica francuskog (*1912.)
- 19. studenog – Ladislav Demeterffy, hrvatski glazbenik (* 1932.)
- 23. studenog – Ingrid Pitt, poljsko-britanska glumica (* 1937.)
- 27. studenog – Irvin Kershner, američki filmski redatelj (* 1923.)
- 28. studenog – Leslie Nielsen, kanadsko-američki glumac i komičar (* 1926.)
- 28. studenog – Ivan Balent Tratinčica, hrvatski glazbenik i DJ (* 1947.)

### Prosinac
- 1. prosinca – Helen Boatwright, američka sopranistica (* 1916.)
- 3. prosinca – Ljiljana Gener, hrvatska glumica (* 1928.)
- 5. prosinca – Shamil Burziyev, ruski nogometaš (* 1985.)
- 7. prosinca – Elizabeth Edwards, američka autorica, odvjetnica i aktivistica (* 1949.)
- 7. prosinca – Gus Mercurio, američko-australski glumac (* 1928.)
- 11. prosinca – Krsto Cviić, hrvatski novinar i politički pisac (* 1930.)
- 11. prosinca – Marina Nemet, hrvatska glumica (* 1960.)
- 13. prosinca – Richard Holbrooke, američki diplomat, novinski urednik i profesor (* 1941.)
- 14. prosinca – Neva Patterson, američka glumica (* 1920.)
- 15. prosinca – Blake Edwards, američki filmski redatelj (* 1922.)
- 15. prosinca – Jean Rollin, francuski filmski redatelj i glumac (* 1938.)
- 18. prosinca – Petar Veček, hrvatski redatelj (* 1942.)
- 19. prosinca – Ivo Padovan, hrvatski akademik i liječnik (* 1922.)
- 24. prosinca – Elizabeth Beresford, britanska književnica (* 1926.)
- 24. prosinca – Roy Neuberger, američki finansijer (* 1903.)
- 25. prosinca – Carlos Andrés Pérez, venecuelanski političar i predsjednik (* 1922.)
- 26. prosinca – Teena Marie, američka pjevačica (* 1956.)
- 28. prosinca – Agathe von Trapp, američka pjevačica, članica obitelji Von Trapp (* 1913.)
- 29. prosinca – Vladan Batić, srpski političar (* 1949.)
- 29. prosinca – Atina Bojadži, makedonska plivačica (* 1944.)
- 30. prosinca – Bobby Farrell, američki plesač i izvođač (* 1949.)

## Nobelova nagrada za 2010. godinu
- Fizika: Andre Geim i Konstantin Novoselov
- Kemija: Richard F. Heck, Ei-ichi Negishi i Akira Suzuki
- Fiziologija i medicina: Robert G. Edwards
- Književnost: Mario Vargas Llosa
- Mir: Liu Xiaobo
- Ekonomija: Peter A. Diamond, Dale T. Mortensen i Christopher A. Pissarides

## Obljetnice i godišnjice
- 400. obljetnica utemeljenja Sestara Pohoda Marijina

## Ostali projekti
|  | Zajednički poslužitelj ima stranicu o temi 2010.    |
|  | Zajednički poslužitelj ima još gradiva o temi 2010. |